# Satō Tetsutarō
Satō Tetsutarō est un nom japonais traditionnel ; le nom de famille (ou le nom d'école), Satō, précède donc le prénom (ou le nom d'artiste).
Satō Tetsutarō, né le 22 août 1866 et mort le 4 mars 1942, est un stratège et théoricien militaire et un officier de la Marine impériale japonaise. 
Auteur de plusieurs thèses et ouvrages sur la politique militaire japonaise, dont De l’histoire de la défense navale (Kaibô shi ron) en 1907, De l’histoire de la défense impériale (Teiko-ku kokubô shi ron) en 1908, il fut l'élaborateur et le défenseur de la stratégie militaire qui consistait à doter le Japon d'une puissance navale d'envergure entre les années 1900 et 1920. Cette stratégie comprenait, entre autres, la nécessité pour le Japon d'avoir une force maritime au moins égale à 70 % de celle des États-Unis, et la mise en place d'une « flotte huit-huit », composée huit cuirassés et huit croiseurs-cuirassés. Il a fait partie de la faction de la flotte opposé au traité de limitation navale de Washington.